# Gustav d'Alvensleben
Pour les articles homonymes, voir Alvensleben.

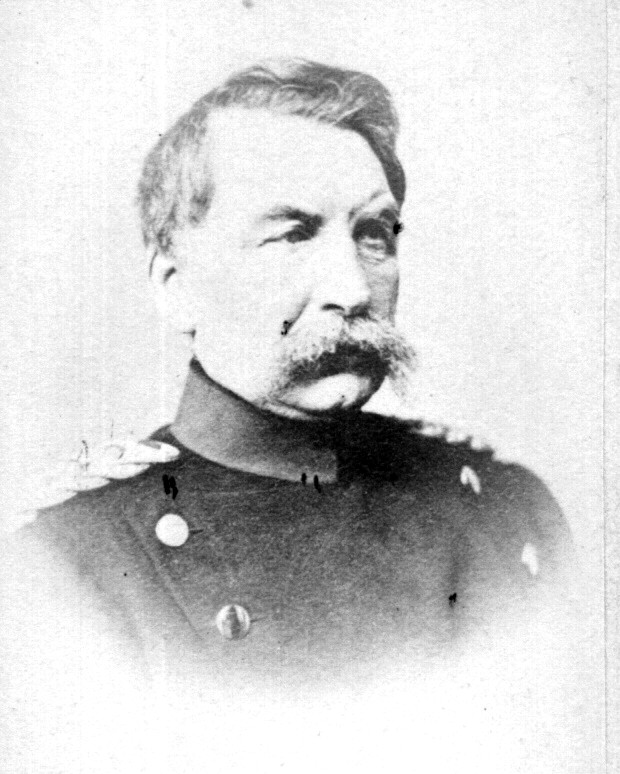
Photo de Gustav d'Alvensleben

Gustav d'Alvensleben (né le 30 septembre 1803 à Eichenbarleben et mort le 30 juin 1881 à Gernrode) est un général d'infanterie prussien.

## Biographie

### Origine
Gustav est issu de la famille noble bas-allemande des Alvensleben. Ses parents sont le lieutenant-colonel prussien Gebhard Johann d'Alvensleben (1773-1856) et son épouse Caroline Friederike Eleonore, née d'Alvensleben (1773-1826). Il a quatre frères, Werner (de) et Constantin sont également généraux.

### Carrière militaire
Comme ses frères, il est élevé dans le corps des cadets et s'enrôle dans le 1er régiment de grenadiers de la Garde en 1821 en tant que sous-lieutenant. En 1841, il est nommé capitaine et six ans plus tard major, où il est transféré au Grand État-Major. En 1849, Alvensleben devient chef d'état-major au commandement du corps d'armée mobile en Bade pendant la campagne de Palatinat-Bade . Depuis 1850, Alvensleben est chef d'état-major général du 8e corps d'armée et quatre ans plus tard, il est employé dans le gouvernement militaire de la province de Rhénanie et de Westphalie. En 1855, il est promu colonel, en 1858 major général et trois ans plus tard, il sert auprès du prince de Prusse. En 1861, il est venu au roi de Prusse comme adjudant général. Le 8 février 1863, en tant qu'adjudant général prussien, il conclut la convention d'Alvensleben avec la Russie, qui porte son nom. Il devient lieutenant général deux ans plus tard.
Lors de la guerre austro-prussienne de 1866, il sert au quartier général du roi et prend le commandement du 4e corps d'armée le 30 octobre. En 1868, Alvensleben devient finalement général d'infanterie. Il reprend également le commandement du 4e corps d'armée dans la guerre franco-prussienne de 1870/71 et le mène aux batailles de Beaumont et de Sedan . Il avance aussi de toutes ses forces contre Paris. Pour ses services dans cette guerre, il reçoit une dotation de 100 000 thalers.
Le 10 octobre 1872, il prend congé.
Gustav d'Alvensleben décède le 30 juin 1881 à Gernrode et est inhumé à Ballenstedt.